# No. 74 Squadron RAF
Le No. 74 Squadron RAF, également connu sous le nom de "Tiger Squadron" en raison de son motif en forme de tête de tigre, est un squadron de la Royal Air Force. Il a exploité des avions de chasse de 1917 aux années 1990, puis des avions d'entraînement jusqu'à sa dissolution en 2000. Il a été le membre de la Royal Air Force au sein de l'Association des Tigres de l'OTAN de 1961 jusqu'à sa dissolution et a depuis été remplacé par le No. 230 Squadron.
Formée en 1917 sous le nom de No. 74 (Training Depot) Squadron, l'unité commence sa vie comme escadron d'entraînement. Envoyé sur le front occidental en 1918 sous le nom de No. 74 (Fighter) Squadron, l'unité se forge rapidement une réputation féroce en raison de l'agressivité de ses pilotes, qui ressemblent à des " tigres ". Avec de nombreux as dans ses rangs (tels que Mick Mannock, Taffy Jones et Sydney Carlin), le No. 74 (F) Squadron remporte 225 victoires en seulement 7 mois sur le front. Les Tigres continuent à servir durant la Seconde Guerre mondiale, participant à la bataille d'Angleterre. Après la guerre, ils forment le premier escadron de chasseurs à réaction avec le No. 616 Squadron et le No. 504 Squadron, volant sur le Gloster Meteor F.3. En 1960, il devient la première unité de la RAF à utiliser l'English Electric Lightning F.1. Entre 1962 et 1963, le No. 74 (F) Squadron exploite une équipe de voltige aérienne appelée "The Tigers", composée de neuf Lightning - c'est la première équipe de voltige au monde à piloter des avions capables d'atteindre Mach 2.
À partir d'octobre 1984, les Tigres opèrent depuis RAF Wattisham, dans le Suffolk, avec uniquement des McDonnell Douglas F-4J(UK) Phantom. Ces appareils sont conservés jusqu'en janvier 1991, date à laquelle ils sont remplacés par des Phantom FGR.2 équipés de moteur Spey. Dans le cadre la restructuration de la défense britannique en 1990, il est décidé de retirer les escadrons de Phantom restants (le No. 74 (F) Squadron et le No. 56 (F) Squadron), ce qui se concrétise en octobre 1992. Les Tigres passent leurs huit dernières années en tant que No. 74 (Reserve) Squadron, exploitant les BAe Hawk T.1/T.1A depuis RAF Valley pour former les futurs pilotes. Le No. 74 (R) Squadron est dissous pour la dernière fois le 22 septembre 2000.